# 아바스 (신화)
아바스(Abas)는 그리스 신화에 나오는 아이깁토스의 아들 린케우스와 다나오스의 딸 히페름네스트라 사이에서 태어난 아들이다. 만티네우스의 딸인 아글라이아와 결혼하여 쌍둥이 형제 아크리시오스와 프로이토스, 딸 이드메네 등을 낳았다. 포키스의 아바이시를 건설한 것으로 알려져 있으며, 외조부인 다나오스로부터 헤라에 대항하여 일어난 반란을 진압하는 데 쓰인 성스러운 방패를 물려받았다고 한다. 그가 죽은 뒤에 아크리시오스와 프로이토스가 왕위 다툼을 벌이다가 아르고스를 둘로 나누어 다스렸다고 한다. 그밖에 엘레우시스의 왕자와 포세이돈의 아들 등 같은 이름을 가진 인물이 신화 속에서 여러 명 나온다.